# 다르코 브라샤나츠
다르코 브라샤나츠(세르비아어: Дарко Брашанац, Darko Brašanac, 1992년 2월 12일 ~ )는 세르비아의 축구 선수로 현재 스페인 라리가의 CA 오사수나에서 활동 중이다.